# Cebolla (kommunhuvudort)
Cebolla är en kommunhuvudort i Spanien.   Den ligger i provinsen Toledo och regionen Kastilien-La Mancha, i den centrala delen av landet, 90 km sydväst om huvudstaden Madrid. Cebolla ligger 444 meter över havet och antalet invånare är 3 274.
Terrängen runt Cebolla är platt. Runt Cebolla är det glesbefolkat, med 20 invånare per kvadratkilometer. Cebolla är det största samhället i trakten. Trakten runt Cebolla består till största delen av jordbruksmark.